# Pucallpa
Pucallpa er en by i den østlige del af Peru, hovedstad i regionen Ucayali. Byen har et indbyggertal (pr. 2007) på cirka 205.000.